# Dewinteria petrophila
Dewinteria petrophila är en sesamväxtart som först beskrevs av De Winter, och fick sitt nu gällande namn av Van Jaarsv. och A.E.van Wyk. Dewinteria petrophila ingår i släktet Dewinteria och familjen sesamväxter. Inga underarter finns listade i Catalogue of Life.